# Saqueig d'Amòrion
El saqueig d'Amòrion fou el setge i posterior pillatge de la ciutat romana d'Orient d'Amòrion pel Califat Abbàssida a l'estiu del 838. Les intrigues de palau a Constantinoble i l'amotinament de les seves tropes khurramites impediren a l'emperador romà d'Orient, Teòfil, venir en auxili de la ciutat. Desenes de milers de soldats i civils romans d'Orient foren massacrats i d'altres foren portats a territori abbàssida, on alguns, com els Quaranta-dos Màrtirs d'Amòrion, foren executats.